# Александър Моцев
Александър Димитров Моцев е български музиколог-фолклорист.

## Биография
Роден е в Лом в семейството на земеделци. През 1925 година се дипломира в Учителския отдел на Държавната музикална академия, където негови преподаватели са били Никола Абаджиев по цигулка и Добри Христов по теория на музиката.
От 1925 до 1938 година Моцев работи като учител по музика в родния си град, като успоредно с това дирижира създадения от него през 1927 година граждански смесен хор „Петко Стайнов“. В Лом Моцев поставя около 12 музикално-сценични творби, сред които оперите „Орфей“ на Кристоф Глук, „Тахир беговица“ от Димитър Хаджигеоргиев, оперети от Имре Калман, Роберт Щолц и Жак Офенбах.
От 1938 до 1942 година Александър Моцев работи като учител в София. През 1942 – 43 и 1944 – 45 година прави специализация по музикология във Виена.

## Публикации
Първият му научен труд, „Ритъм и такт в българската народна музика“ от 1949 година, е посветен на българския музикален фолклор: в него Моцев записва ритмите на различни български хора̀, сред които ръченицата, Дайчовото хоро, копаницата и други народни напеви и танцови мелодии. В някои от музиковедските си схващания по отношение на неравноделните тактове Моцев се обявява против установената от Добри Христов, Васил Стоин и други фолклористи тактова теория на българската народна музика.
Автор е и на други трудове като:
- „Работа над изпълнението и агогиката на песента“, 1953 (статия),
- „Българската народна музика“, 1954, „Наука и изкуство“, София (монография),
- „Тактовете с хемиолно удължени времена в записите на българските фолклористи“, 1956 (студия),
- „Характерни ритми в творчеството на българските композитори“, 1957 (монография),
- „Орнаменти в българската народна музика“, 1961 (монография).

Александър Моцев е автор и на сборниците „Пиеси за най-малките пианисти“ съвместно с Лидия Кутева (1956) и „50 начални урока по цигулка“ (1957). Пише множество статии и рецензии в периодичния печат, свързани с въпросите за народната песен, хоровото дело и музикалното творчество.